# كيلي شيريدان
كيلي شيريدان (Kelly Sheridan) هي ممثلة كندية ولدت في 19 مايو 1977 في أوتاوا.

## أدوارها في الأنمي

### مسلسلات أنمي تلفزيونية
- إينوياشا - سانغو
- إينوياشا فصل الخاتمة - سانغو
- .hack//Roots - شينو
- نانا - نانا كوماتسو
- هيكارو نو غو - هارومي إيتشيكاوا
- ذا سول تيكر - مايا ميساكي
- إسكافلوني السماء - هيتومي كانزاكي
- رانما ½ - أوكيو كوونجي
- ريفايوس اللامتناهية - جولي باهانا
- البدلة المتنقلة جاندام 00 - لويز هاليفي

### أفلام أنمي
- إينوياشا: مشاعر تتخطى الزمان - سانغو
- إينوياشا: قلعة الخيال داخل المرآة - سانغو
- إينوياشا: سيف السيطرة على العالم - سانغو
- إينوياشا: جزيرة هوراي القرمزية - سانغو

## أدوارها في الرسوم المتحركة
- فريق البطل 108 - سونيا الغامضة
- إكس-من: إيفولوشن - سكارلت ويتش
- مارتن ميستري - ديانا لومبارد
- لوليروك - براكسينا
- باربي الأميرة و نجمة النجوم - الأميرة توري

## وصلات خارجية
- كيلي شيريدان على موقع IMDb (الإنجليزية)
- كيلي شيريدان على موقع ميوزك برينز (الإنجليزية)
- كيلي شيريدان على موقع قاعدة بيانات الفيلم (الإنجليزية)
- كيلي شيريدان على موقع ANN person (الإنجليزية)